# Ганнибал Скворец
Ганнибал Скворец — карфагенский политик II века до н. э.

## Биография
Как отметили советские антиковеды Ревяко К. А. и Шифман И. Ш., между Второй и Третьей Пунической войнами к тревогам карфагенян, опасавшихся Рима, добавились обострившиеся разногласия в обществе. В это время в Карфагене между собой боролись три политические группировки: «демократы», руководимые Гамилькаром Самнитом и Карталоном, сторонники мирного сосуществования с Римом, возглавляемые Ганноном Великим, а также выделившиеся из рядов аристократии «выражающие симпатии Массиниссе», представителем которых был Ганнибал Скворец. Согласно Аппиану, все названные вожаки были людьми, выдающимися по доблести и славе.
Занятая Римом позиция в ходе карфагено-нумидийских конфликтов показала, что пунийцам необходимо срочно определиться с дальнейшим направлением развития. Именно этим, а не «длительным процветанием», по Аппиану, объясняется большая внутриполитическая напряжённость. При этом Нумидия стала теперь тем новым фактором, которому ранее не часто уделяли столь пристальное внимание. По замечанию Шифмана И. Ш., сложно точно определить, на что могли рассчитывать Ганнибал Скворец со своими приверженцами: ведь они не могли не осознавать необходимости полного подчинения Массиниссе. Возможно, они рассчитывали таким образом сохранить свои классовые привилегии. Французские же исследователи Ж. Пикар и К. Пикар полагают, что, согласно замыслу сторонников Ганнибала Скворца, Карфаген «без потери ни своей автономности, ни самобытности» должен был стать столицей Нумидии и прилегающих к ней африканских земель. Члены пронумидийской партии могли, в частности, ссылаться на то, что создаваемые и развиваемые Массиниссой города были по сути финикийскими — это касалось и религии, и культурно-экономического развития. В случае мирного присоединения Карфагена его жители смогли бы занимать в царстве Массиниссы военные и политические должности, при этом снизилось бы влияние других иностранцев.